# Armiansk
Armiansk (tiếng Ukraina: Армянськ) là một thành phố thuộc bán đảo Krym. Thành phố này có diện tích ? km², dân số theo điều tra dân số năm 2001 là 23.869 người.